# Universidade Estadual da Flórida
A Universidade Estadual da Flórida (em inglês:  Florida State University - FSU) é uma universidade pública localizada em Tallahassee, estado americano da Flórida. É uma respeitada universidade de pesquisa doutoral, com programas médicas e atividades significativas de pesquisas, assim determinada pela Carnegie Foundation. A universidade é composta por 16 colégios separados e 39 centros, além de instalações, laboratórios e institutos que oferecem mais de 300 programas de estudo, incluindo programas profissionais. Em 2005, o presidente da Universidade do Estado da Flórida lançou um programa intitulado "Pathways of Excellence" ("Caminhos da Excelência"), uma grande iniciativa acadêmica que foi proposto por um comitê de faculdade para ajudar centenas de novos ingressados a ajudar na construção de um posicionamento da FSU como um membro efetivo da Associação das Universidades Americanas.

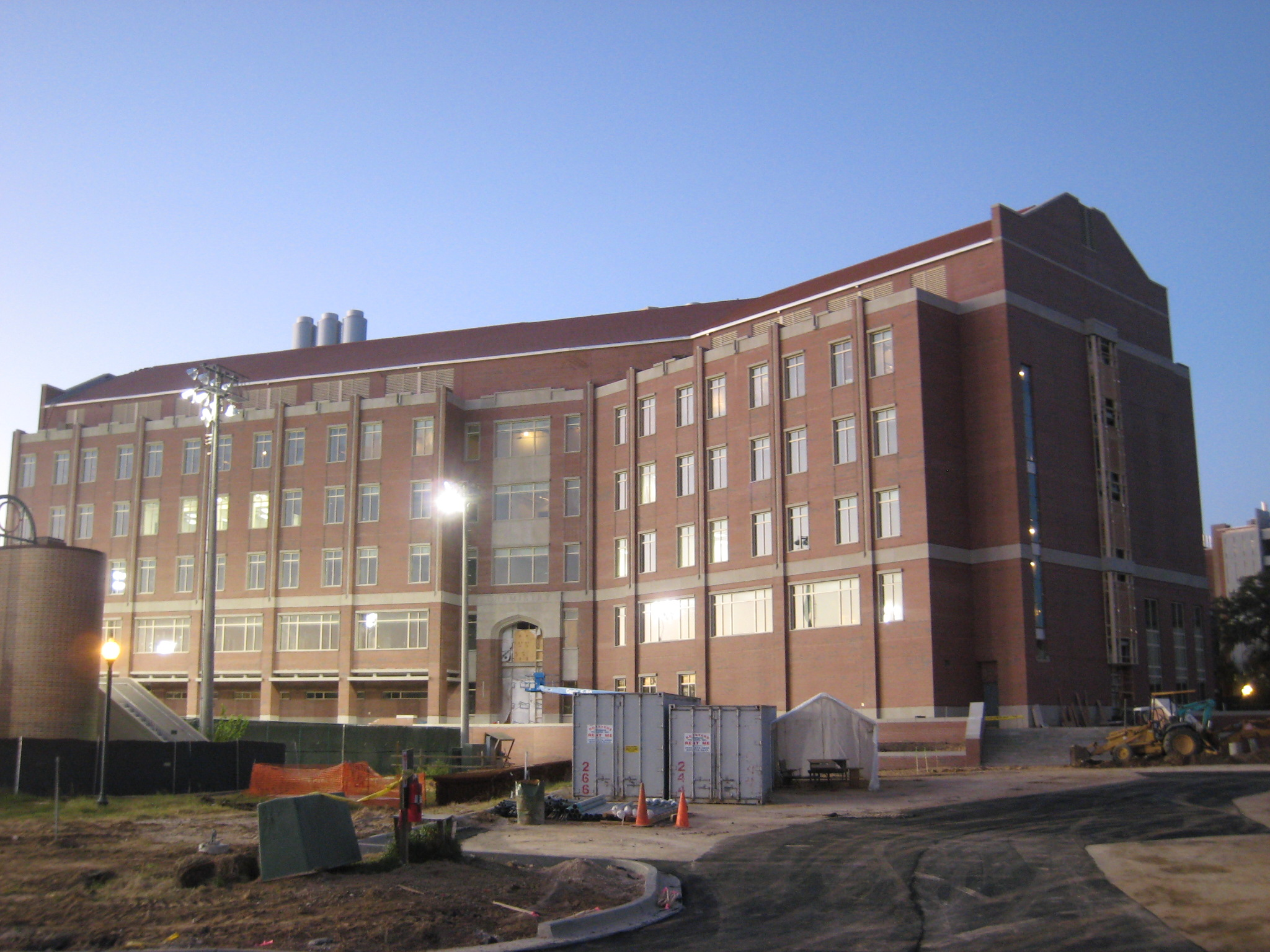
Universidade do Estado da Flórida

A Universidade Estadual da Flórida é uma de duas universidades que têm função de liderança dentro do Sistema Estadual Universitário da Flórida. Sendo uma das universidades primárias de pesquisa graduada da Flórida, a Universidade do Estado da Flórida gradua ou forma profissionalmente mais de 2.000 pessoas por ano. Em 2007, a FSU considerada a líder de pesquisas universitárias pela Legislatura da Flórida, o que possibilitou à FSU, juntamente com a Universidade da Flórida, a aplicar cerca de 40% a mais de ensino em comparação às outras instituições dentro do Sistema Estadual Universitário da Flórida. Enquanto que a FSU foi oficialmente estabelecida em 1851 e está localizada num dos locais contínuos mais antigos de alta educação no estado da Flórida, pelo menos uma instituição predecessora pode ser traçada até 1843, dois anos antes da Flórida ser admitida como estado dos Estados Unidos.
A Universidade Estadual da Flórida também é líder em ranks de programas em muitas áreas acadêmicas, que incluem ciências, política social, filmagem, engenharia, artes, negócios, ciência política, trabalho social, medicina e direito. A FSU também tem o único Laboratório Nacional dos EUA na Flórida, o National High Magnetic Field Laboratory. Nos laboratórios de pesquisa da Universidade, foi desenvolvida a droga "Paclitaxel", uma droga anti-câncer.